# Илиджа (община)
Община Илиджа (босн. и хорв. Opština Ilidža, серб. Општина Илиџа) — боснийская община, расположенная в центральной части Федерации Боснии и Герцеговины. Административным центром является город Илиджа.

## География
Площадь составляет 143,4 км² (до войны составляла 169,46 км², после войны по Дейтонским соглашениям часть была отдана боснийским сербам). Входит в состав Сараевского кантона (всего общин девять в его составе), располагается на юго-западе кантона. Располагается на средней высоте над уровнем моря в 499 м, наивысшая точка — гора Црни-Врх высотой 1504 м. Располагается у подножья горы Игман — через общину идёт центральная часть магистрали, проходящей по долинам рек Босна и Неретва, соединяющая Центральную Европу и побережье Адриатики. Климат умеренный субальпийский. Из крупнейших водных источников выделяется река Железница, а в истоке реки Босна располагается и целебный источник «Врело Босне».

## Население
По данным переписи населения 1991 года, в общине проживали 67937 человек из 14 населённых пунктов. По оценке на 2009 год, население составляет 53000 человек в 16 населённых пунктах. До войны значительную часть населения составляли сербы (с 1992 по 1996 годы община была под контролем Армии Республики Сербская Краина), после Дейтонских соглашений они вынуждены были бежать в Республику Сербскую.

## Населённые пункты
Блажуй, Бутмир, Врело-Босне, Вреоца, Дони-Которац, Илиджа-Центар, Лужани, Осиек, Отес, Раковица, Соколович-Колония, Ступ, Ступ II, Ступско-Брдо, Храсница I, Храсница II.